# Женская сборная Венгрии по водному поло
Женская сборная Венгрии по водному поло — национальная сборная, представляющая Венгрию на соревнованиях по водному поло среди женщин. Традиционно считается одной из сильнейших сборных Европы и мира.

## Выступления

### Олимпийские игры
- 2004 — 6-е место
- 2008 — 4-е место
- 2012 — 4-е место
- 2016 — 4-е место
- 2020 —

### Чемпионаты мира
- 1986 — 5-е место
- 1991 — 4-е место
- 1994 —
- 1998 — 7-е место
- 2001 —
- 2003 — 5-е место
- 2005 —
- 2007 — 4-е место
- 2009 — 7-е место
- 2011 — 9-е место
- 2013 —
- 2015 — 9-е место
- 2017 — 5-е место
- 2019 — 4-е место
- 2022 —
- 2023 — 6-е место

### Мировая лига
- 2004 —
- 2005 — 4-е место
- 2006 —
- 2007 — не участвовала
- 2008 — не участвовала
- 2009 — не участвовала
- 2010 — 10-е место
- 2011 — не участвовала
- 2012 — не участвовала
- 2013 — 4-е место
- 2014 — не участвовала
- 2015 — не участвовала
- 2016 — не участвовала
- 2017 — 4-е место
- 2018 — не участвовала
- 2020 —
- 2022 —

### Кубок мира
- 1988 —
- 1989 —
- 1993 —
- 1995 —
- 1997 — не участвовала
- 1999 — 4-е место
- 2002 —
- 2006 — 5-е место
- 2010 — 6-е место
- 2014 — 5-е место
- 2018 — не участвовала
- 2023 — 4-е место

### Чемпионаты Европы
- 1985 —
- 1987 —
- 1989 —
- 1991 —
- 1993 —
- 1995 —
- 1997 — 5-е место
- 1999 — 4-е место
- 2001 —
- 2003 —
- 2006 —
- 2008 —
- 2010 — 5-е место
- 2012 —
- 2014 —
- 2016 —
- 2018 — 4-е место
- 2020 —
- 2022 — 5-е место